# Anna-Lisa
Anna-Lisa, född som Anne-Lise Ruud den 30 mars 1933 i Oslo, död 21 mars 2018 i Oslo, var en norsk skådespelerska och dockspelare. Hon var bland annat känd för att spela rollen som Nora Travers i ABC-serien Black Saddle, där hon bland annat spelade mot Peter Breck och Russell Johnson.
Som barn uppträdde Anna-Lisa i sin brors barnteater, vilket inspirerade henne till att satsa på en skådespelarkarriär. Hon reste sedan till USA för att vara au pair hos en familj i Kalifornien, där hon också besökte de lokala teatrarna och tog skådespelarlektioner. Anna-Lisas stora genombrott som skådespelerska kom år 1958, då hon spelade rollen som Ellie Peterson i Warner Brothers westernserie Sugarfoot, detta efter att tidigare ha blivit upptäckt av agenten Walter Kohner. Senare samma år hade hon framträdande roller i andra Warner Brothers-producerade westernserier, som Maverick, Bronco, Cheyenne, och Krutrök. Hon medverkade också i ett avsnitt av Bröderna Cartwright, denna gång i en mindre roll. År 1960 spelade Anna-Lisa dessutom huvudrollen i TV-serierna 77 Sunset Strip och Surfside 6.
Höjdpunkten i Anna-Lisas karriär kom när hon fick rollen som Nora Travers i TV-serien Black Saddle, där hon kom att medverka från 1959 till 1960. Filmbolaget Columbia Pictures var så nöjda med henne, att hon till och med fick två stycken huvudroller i filmerna Have Rocket, Will Travel och 12 to the Moon. Hon kom dessutom att turnera runtomkring i hela USA, med skådespelare som Bob Cummings, Victor Buono, John Carradine, Constance Bennett, och Joan Fontaine.
År 1971 var Anna-Lisa regiassistent för Riksteatrets uppsättning av pjäsen Sans & Samling, vars manus skrevs av författarduon Bing & Bringsværd. Året efter stod hon själv på scenen som skådespelerska i pjäsen Ingenting. Anna-Lisa kom att stanna helt och hållet i Oslo år 1974, där hon var dockspelare på Oslo Nye Teater från 1976 till 1995, med nästan fyrtio stycken gjorda dockteateruppsättningar. År 1994 spelade Anna-Lisa rollen som faster Julle (Juliane Tesman) i dockteaterversionen av Henrik Ibsens dramapjäs Hedda Gabler. Hon gjorde också rösten till Ibsens byst i denna produktion.